# Lijst van burgemeesters van Oerle (Nederland)
Dit is een lijst van burgemeesters van de voormalige Nederlandse gemeente Oerle in de provincie Noord-Brabant totdat deze op 1 mei 1921 werd samengevoegd met de toenmalige gemeenten Zeelst en Veldhoven en Meerveldhoven tot de nieuwe gemeente Veldhoven.
| Ambtsperiode | Naam burgemeester                         | Leven                              | Bijzonderheden                                                                                   |
| ------------ | ----------------------------------------- | ---------------------------------- | ------------------------------------------------------------------------------------------------ |
| 1811 - 1832  | Johannis van Sambeek                      |                                    | Maire (1811-1814), burgemeester (1814-1820), schout (1821-1832). Vader van Henricus van Sambeek. |
| 1832 - 1869  | Henricus van Sambeek                      | 1 augustus 1791 - 24 februari 1870 | Zoon van Johannis van Sambeek.                                                                   |
| 1869 - 1905  | Paulus Lathouwers                         | 17 april 1823 - 6 maart 1907       |                                                                                                  |
| 1905 - 1913  | Augustinus (A.J.H.) van den Heuij         | 31 januari 1846 - 15 mei 1913      | Vader van Petrus van den Heuij.                                                                  |
| 1913 - 1915  | Petrus (P.T.) van den Heuij               | 8 maart 1881 - 9 september 1915    | Zoon van Augustinus van den Heuij.                                                               |
| 1915 - 1919  | Joannes Henricus Cornelis (J.H.C.) Ancion | 21 april 1886 - 21 mei 1951        | In (een deel van?) dezelfde periode tevens burgemeester van Zeelst.                              |
| 1920 - 1921  | Albertus (A.J.) van Hooff                 | 6 mei 1891 - 15 mei 1951           | Na de gemeentelijke herindeling van 1921 benoemd tot burgemeester van Veldhoven.                 |